# Scissors for Lefty
Scissors for Lefty est un groupe de rock indépendant américain, originaire de San Luis Obispo, en Californie. Ils publient leur premier album, Bruno, en 2005 sur Rough Trade Records. Ils ont joué au côté des Arctic Monkeys, The Smashing Pumpkins, Erasure, The Fiery Furnaces, Dirty Pretty Things, The Matches, The Hedrons, Juliette and the Licks, Locksley et Metric.

## Biographie
Scissors for Lefty est formé en 2000 à San Luis Obispo, San Francisco, en Californie.
Trois des membres du groupe, Bryan Garza, Peter Krimmel et James Krimmel, se connaissent depuis le lycée San Luis Obispo, et emménageront à San Francisco. Le groupe comprend des membres issus de deux familles différentes - Bryan, Robby, Steve, et Eric Garza, et Peter et James Krimmel.
Scissors for Lefty compte trois albums ; leur premier, Bruno, publié en 2005, est auto-produit et publié par le groupe, et Underhanded Romance (2007), qui est publié par Eenie Meenie Records le 12 juin 2007. L'album est distribué sur l'iTunes Store le 29 mai 2007. Ils publient un EP cinq titres, Consumption Junction, le 24 octobre 2008.  Leur troisième album, Bangs and Lashes, est publié sur iTunes le 29 octobre 2014. Le clip du morceau-titre est publié en mai 2013.

## Discographie

### Albums studio
- 2005 : Bruno
- 2007 : Underhanded Romance
- 2014 : Bangs and Lashes

### EP
- 2006 : Scissors For Lefty EP
- 2008 :  Consumption Junction EP

### Singles
- 2006 : Ghetto Ways
- 2006 : Mama Your Boys Will Find A Home b/w Inevitable Thieves
- 2012 : Not For Keeps